# Prinzregentenplatz (München)
Der Prinzregentenplatz ist ein Platz im Stadtteil Bogenhausen in München. Er liegt an der gleichnamigen Straße in deren östlichem Abschnitt rechts der Isar. Er ist somit ebenso wie die Straße nach Prinzregent Luitpold von Bayern benannt.

## Lage
Der Platz im Stadtteil Bogenhausen wird von West und Osten durch die Prinzregentenstraße erschlossen. Nördlich und südlich treffen sechs kleinere Straßen (Lamontstraße, Possartstraße, Mühlbaurstraße, Grillparzerstraße, Lucile-Grahn-Straße und Nigerstraße) auf den Prinzregentenplatz.

## Geschichte
Der Platz entstand im Zuge des Baus der gleichnamigen Straße, die als bürgerliche Nobelstraße projektiert wurde. Dadurch spiegelt auch der Prinzregentenplatz nicht nur bürgerliche Ideale wider, sondern war Ausdruck des guten Verhältnisses zwischen der Bürgerschaft, vor allem des Groß- und Bildungsbürgertums, und dem Hause Wittelsbach. Gleichzeitig demonstriert sie die Prosperität um 1900. Die Prinzregentenstraße endete ursprünglich am Prinzregentenplatz daher auch nicht mit der Fassade des Prinzregententheaters, sondern mit der eines Bürgerhauses.

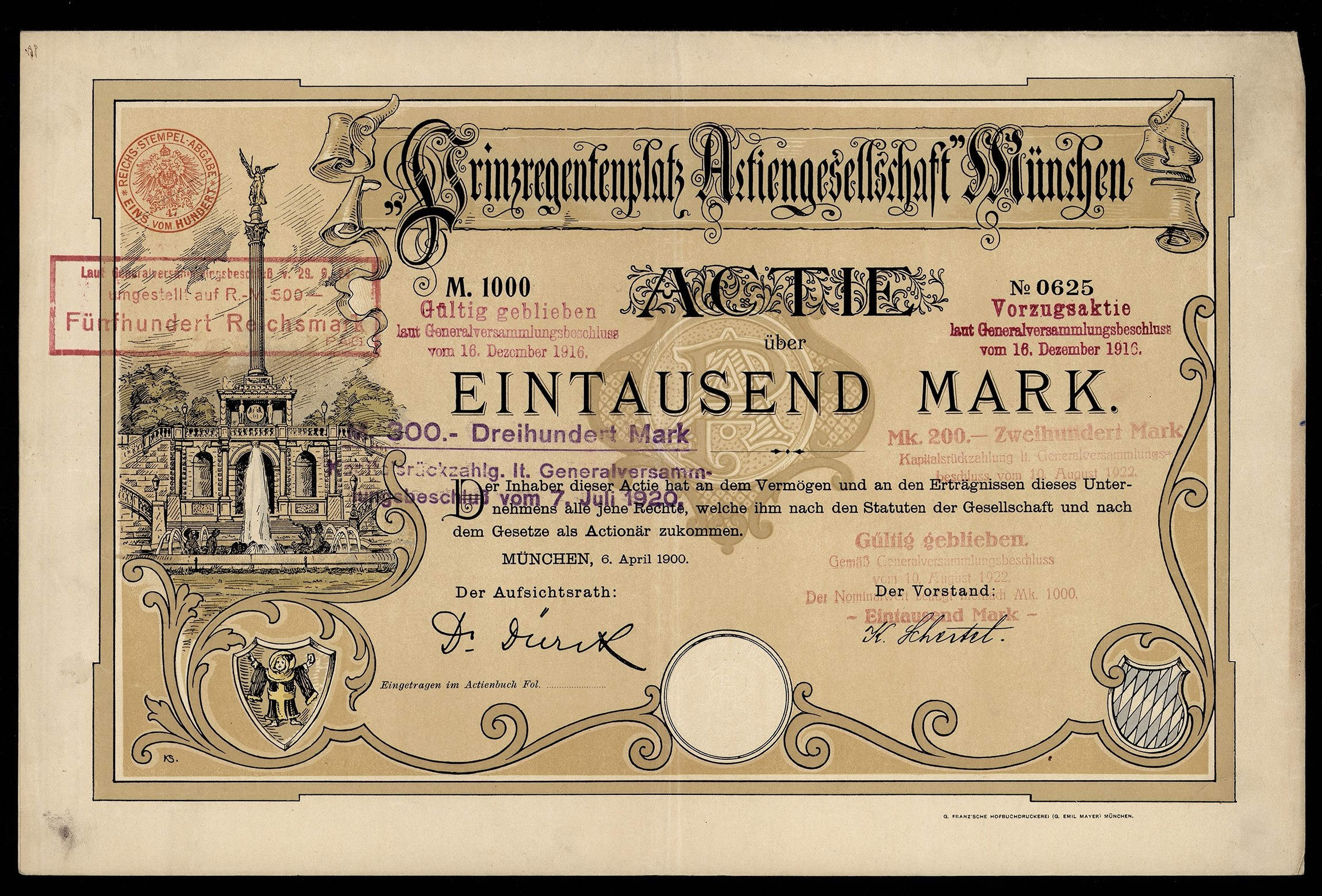
Aktie über 1000 Mark der Prinzregentenplatz AG München vom 6. April 1900

Die 1900 gegründete Terraingesellschaft "Prinzregentenplatz AG" erwarb circa 7 Hektar Land in der Umgebung des Prinzregentenplatzes, das parzelliert, mit Kanalisation und Straßen erschlossen und anschließend an Bauwillige verkauft wurde. Ab 1906 erwirtschaftet diese Aktiengesellschaft Verluste und musste 1922 liquidiert werden.
Anders als die Prinzregentenstraße spielte der Platz bereits vor der Machtergreifung 1933 eine wichtige Rolle für die Nationalsozialisten. Am Prinzregentenplatz 16 befand sich im zweiten Stock seit 1929 die Privatwohnung von Adolf Hitler. Der Verleger Hugo Bruckmann, Anhänger der NSDAP und großzügiger Mentor, hatte ihm geholfen, sie zu finanzieren und garantierte dem Vermieter alle eventuellen Mietrückstände zu begleichen.
Hitlers Nichte Geli Raubal beging hier 1931 Suizid. Albert Speer, der 1933 Hitler in dessen Wohnung erstmals besuchte, lästerte später, dass die Möblierung von schlechtem Geschmack zeuge. Er beschrieb die Wohnung, aus der der Diktator allen Jugendstilschmuck hatte entfernen lassen, als Behausung eines „Privatmannes von mittlerem Einkommen, etwa eines Filialleiters einer Depositenkasse“. Hochrangige SS-Offiziere zogen in die Stockwerke über und unter Hitlers Wohnung. Die Wohnung wurde von Hitler ab 1934 seltener genutzt, war jedoch weiterhin seine offizielle Meldeadresse.
Am 25. September 1937 traf er sich dort mit Benito Mussolini, als er ihn dazu zu bringen versuchte, seinem Plan der Annexion Österreichs zuzustimmen. Beide vereinbarten eine Stärkung ihres Achsenpakts. Anlässlich des Münchner Abkommens im Führerbau am Königsplatz empfing Hitler Ende September 1938 in seiner Wohnung am Prinzregentenplatz den britischen Premierminister Neville Chamberlain und den französischen Ministerpräsidenten Édouard Daladier. Heute befindet sich in den Räumlichkeiten eine Polizeiinspektion, auch um mögliche Umtriebe von vornherein zu unterbinden.

## Bauwerke
Der Platz wird geprägt vom Prinzregententheater, Häusern aus der Gründerzeit und einem Fontänenbrunnen. In einer kleinen Grünanlage befindet sich das Richard-Wagner-Denkmal, gestaltet von Heinrich Waderé. Das große Mietshaus am Prinzregentenplatz mit der Hausnummer 16 wurde um 1908 bis 1909 nach einem Entwurf des Architekten Franz Popp errichtet. Auch die Gebäude mit den Hausnummern 23, 21 und 19 prägen mit ihrem barockisierenden Jugendstil das Gesicht des Platzes.

## Verkehr
Wie die Prinzregentenstraße gehört auch der Prinzregentenplatz zu den meistbefahrenen Orten der bayerischen Landeshauptstadt. Er verbindet die Stadtteile Bogenhausen und Steinhausen mit dem Mittleren Ring und der A 94 in Richtung Passau. Bis zur Eröffnung des Flughafens München Franz Josef Strauß 1992 verlief über den Prinzregentenplatz der Hauptverkehrsweg zum Flughafen München-Riem.
Seit Oktober 1988 besteht der gleichnamige U-Bahnhof der Linie U4. Er wurde von Alexander von Branca entworfen.

## Galerie

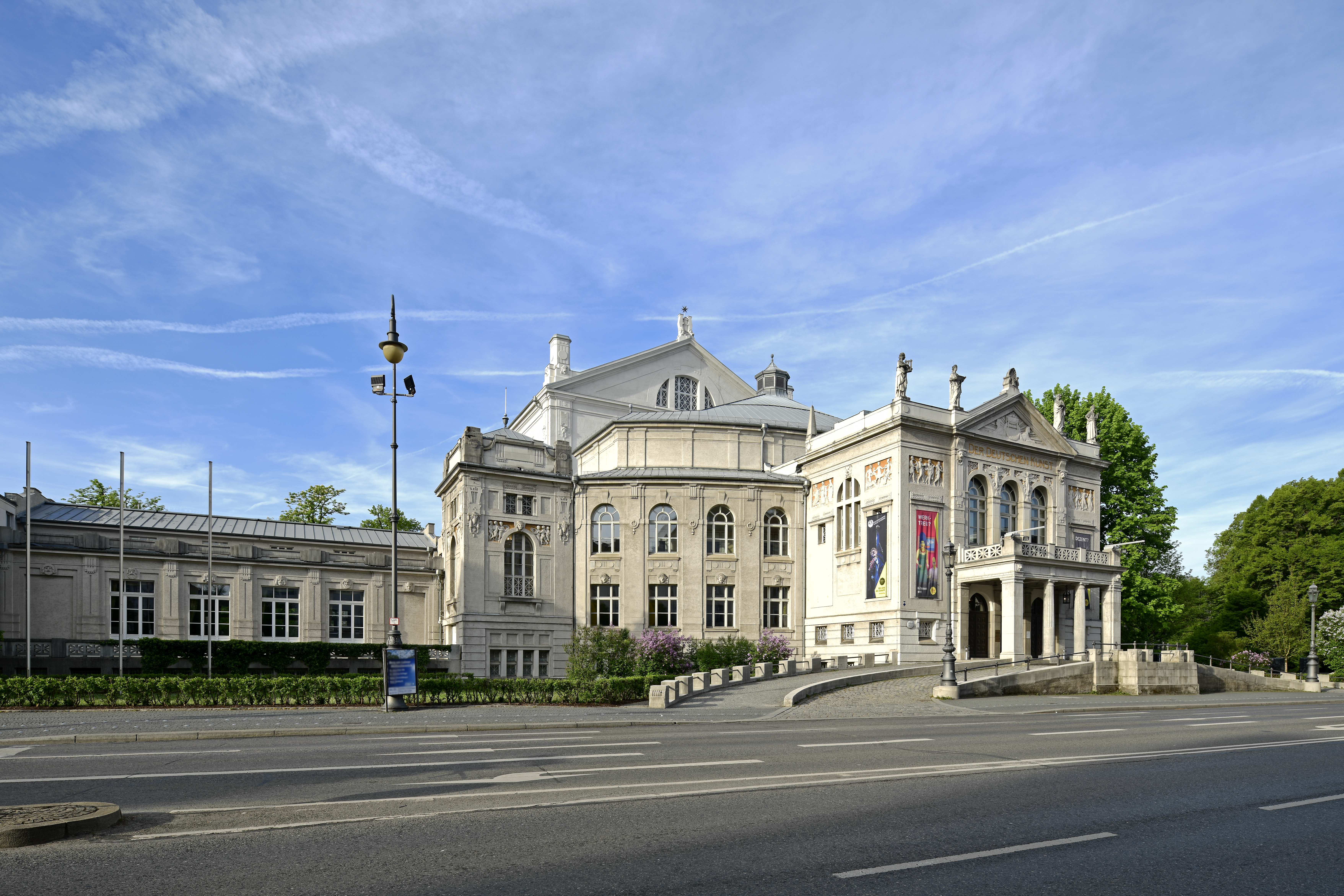
Prinzregententheater
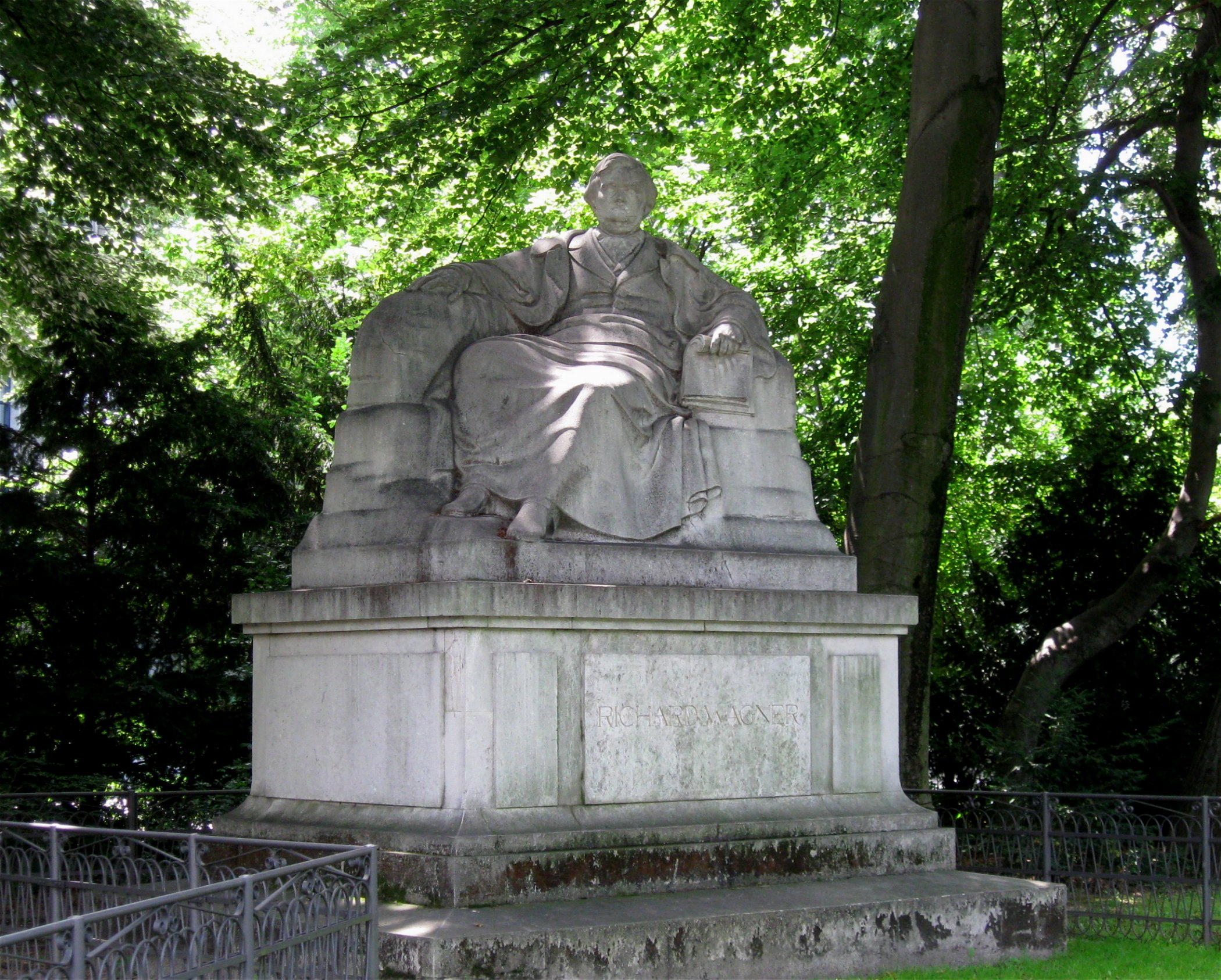
Richard-Wagner-Denkmal
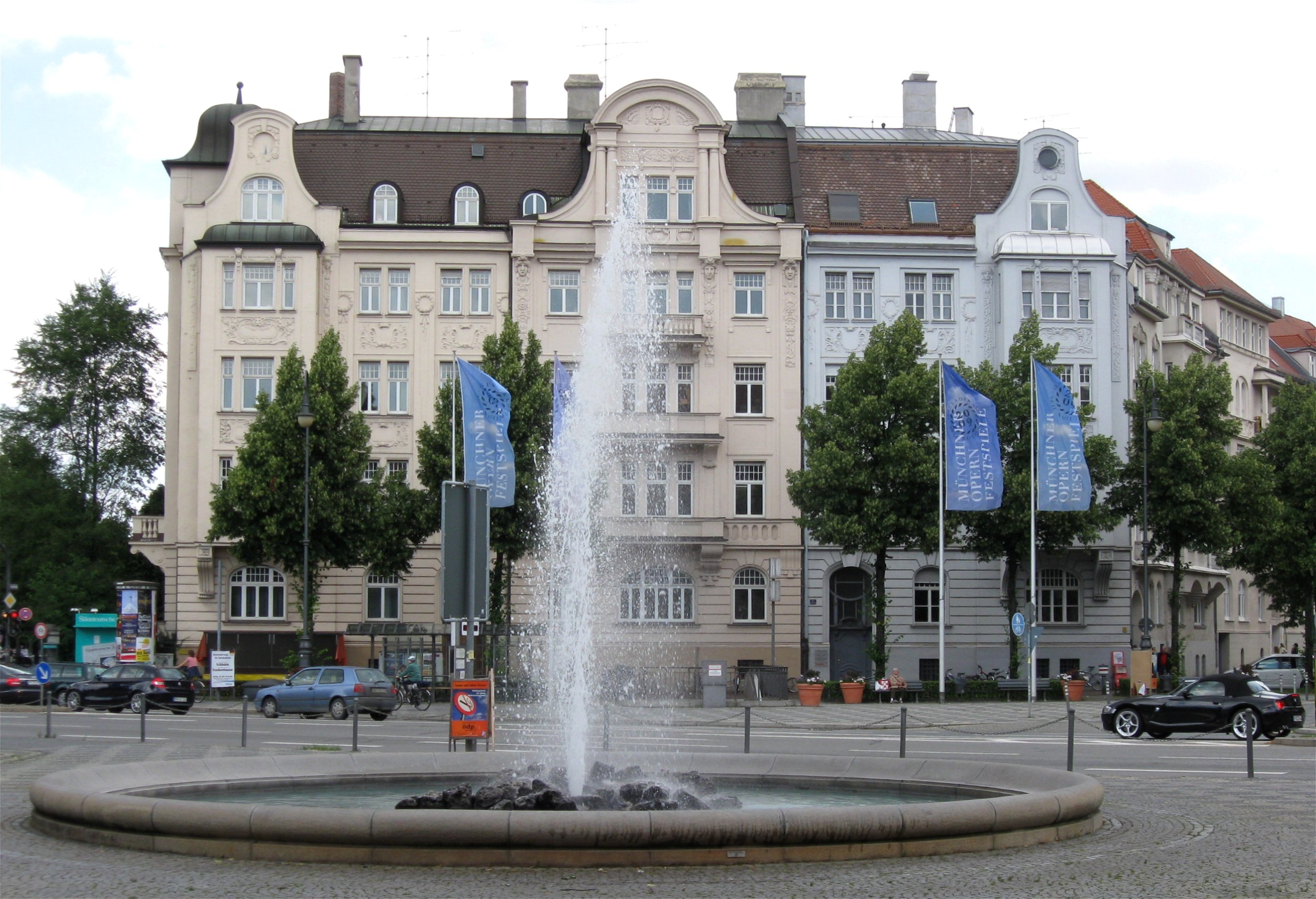
Prinzregentenplatz 15 und 17
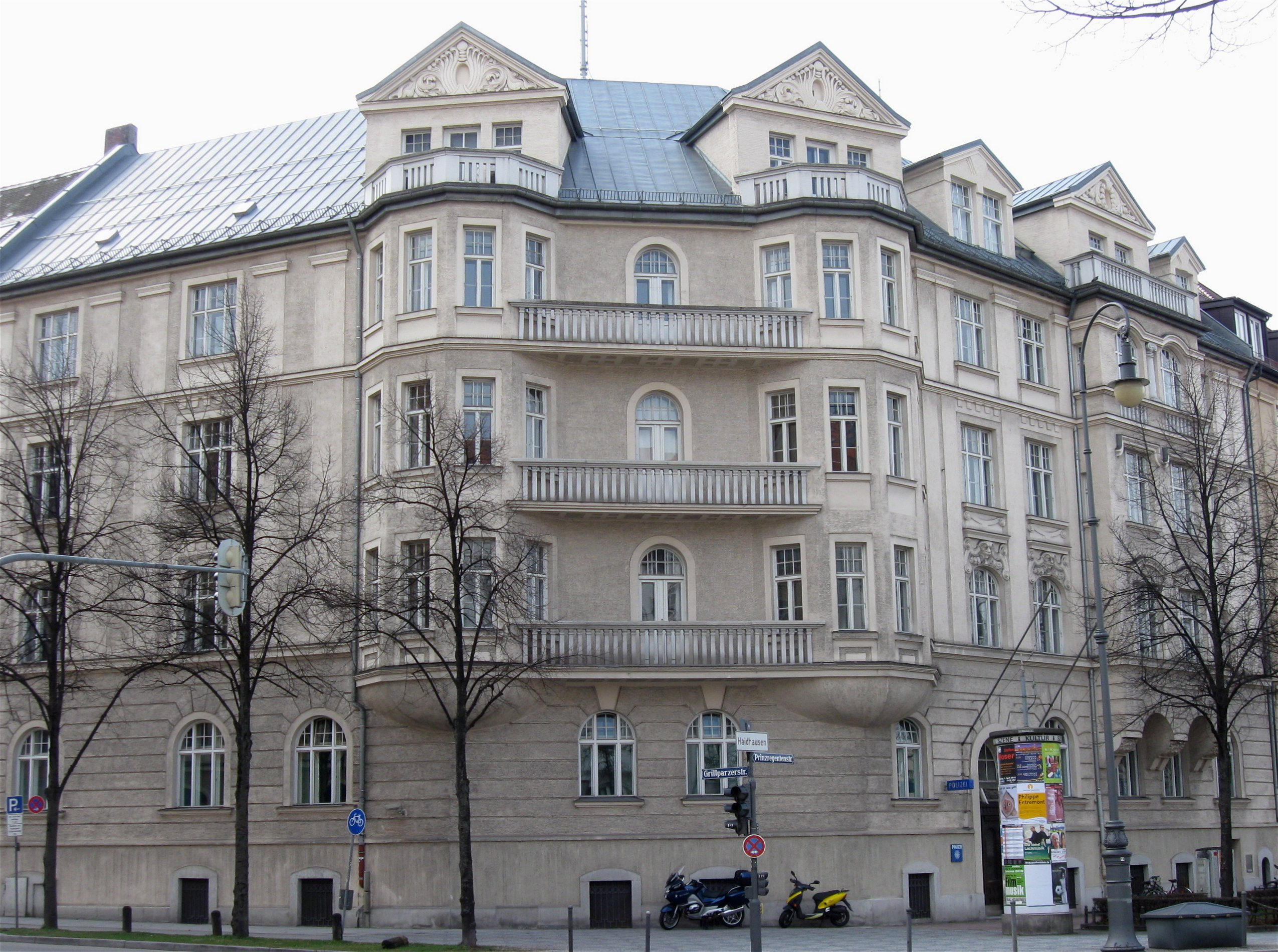
Prinzregentenplatz 16
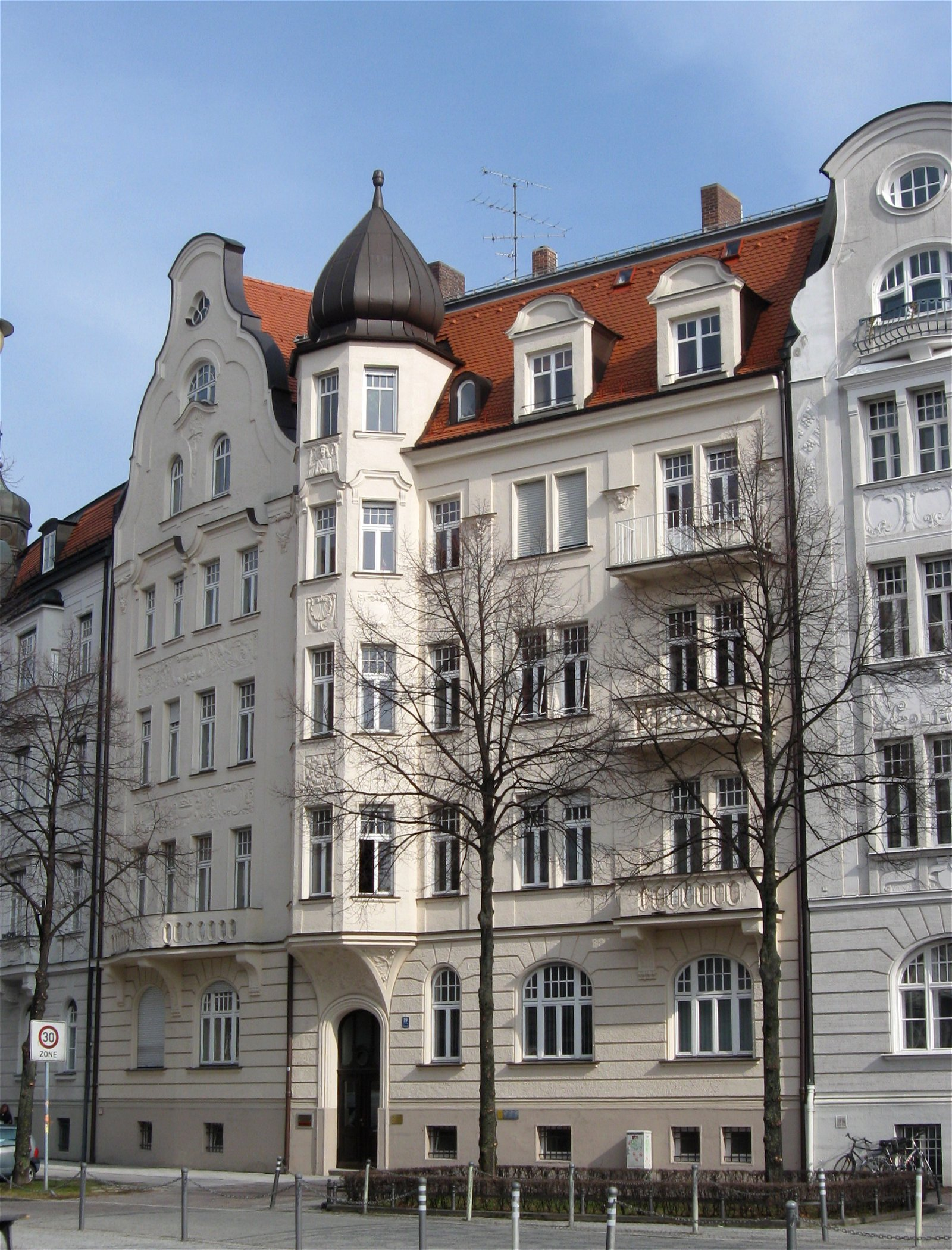
Prinzregentenplatz 19
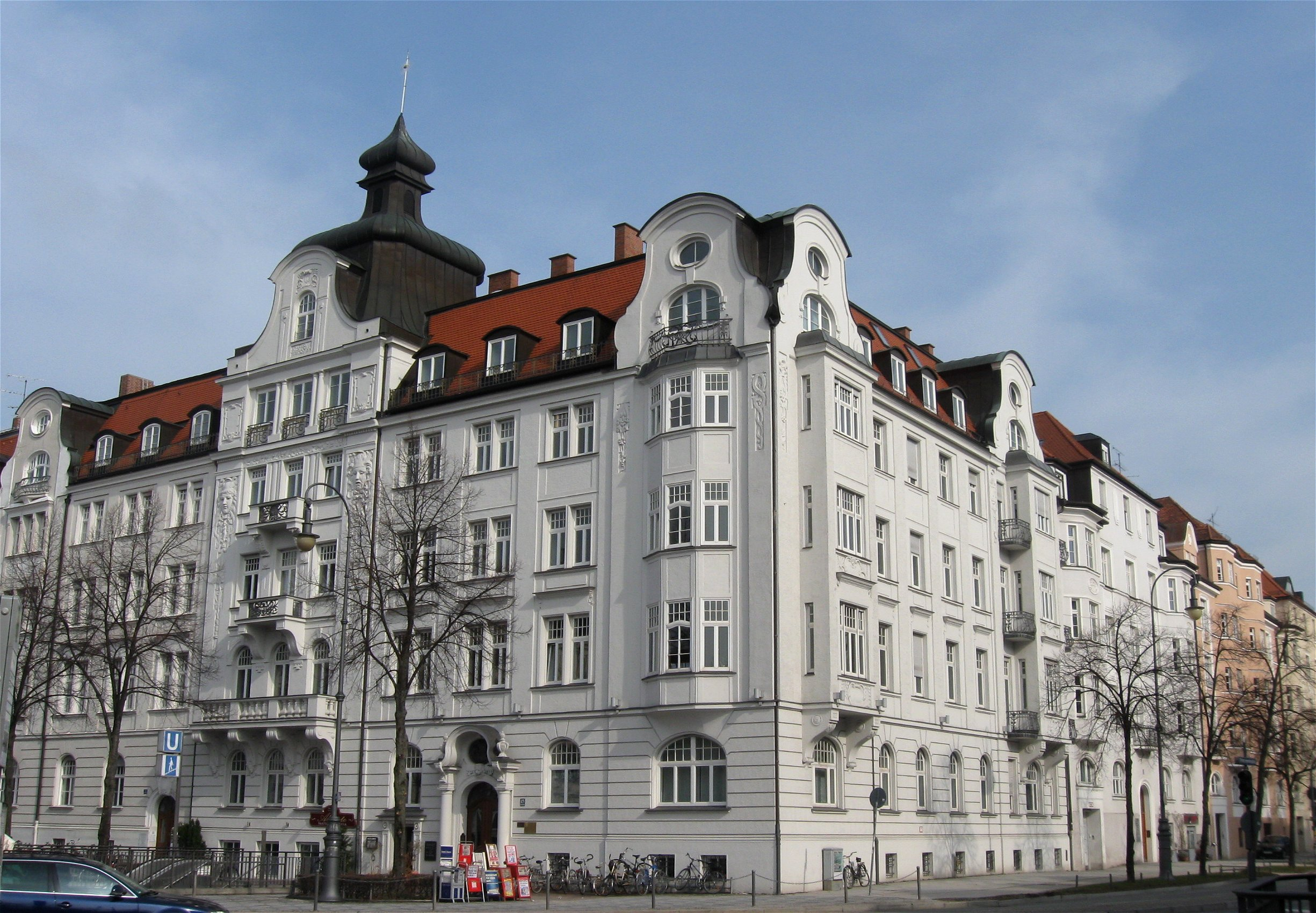
Prinzregentenplatz 21 und 23